# Trivialia fuscocapitata
Trivialia fuscocapitata är en tvåvingeart som först beskrevs av Malloch 1923.  Trivialia fuscocapitata ingår i släktet Trivialia och familjen lövflugor. Inga underarter finns listade i Catalogue of Life.